# Holocausto caníbal
Holocausto caníbal es una controvertida película de terror y coproducción italiana de 1980 dirigida por Ruggero Deodato y basada en el guion de Gianfranco Clerici. Fue filmada en la selva amazónica colombiana y muestra la historia de un grupo de jóvenes que viaja hacia ese lugar para realizar un documental. Tras varios días sin recibir noticias de ellos, un antropólogo es enviado con el objetivo de encontrarlos. La película está protagonizada por Carl Gabriel Yorke, Francesca Ciardi, Perry Pirkanen, Luca Barbareschi y Robert Kerman.
Es una película de gran controversia debido a sus imágenes de gore y violencia, llegando a ser prohibida en numerosos países, incluyendo Italia, Australia y el Reino Unido. A pesar de su violencia, la película es vista por algunos como una crítica social sobre la cruel naturaleza de los humanos.

## Trama
Un grupo de reporteros jóvenes, Alan Yates, su prometida Faye Daniels y dos camarógrafos, Jack Anders y Mark Tomaso, junto con su guía Felipe Ocaña, van al Amazonas en Colombia, denominado en la película como "Infierno verde", para hacer un documental sobre supuestas tribus caníbales que habitaban en la zona. Cuando terminan los días de plazo y los jóvenes no aparecen, un antropólogo llamado Harold Monroe viaja a la jungla para investigar qué les ocurrió. Después de un largo viaje junto a dos guías, Chaco y Miguel, Monroe encuentra la tribu de los Yacumo, cuando un nativo está haciendo el rito por adulterio a su mujer. Tras asustarle con armas de fuego, lo siguen a su aldea y allí son recibidos por la tribu. Luego de este encuentro con los Yacumo, descubren a unos Shamatari atacando a los Yanomamo, y Monroe junto a sus guías matan a algunos Shamatari, salvando a los otros indígenas. Los Yanomamo les conducen a su poblado y allí Monroe descubre que los exploradores habían sido asesinados y comidos por los indígenas de esa tribu. Las cintas y cámaras que habían llevado estaban casi intactas, y tras hacer un trueque con ellos recuperan las grabaciones. Ya con las cintas en su poder, Monroe regresa a Nueva York para poder verlas y enseñarle su contenido a la cadena de televisión responsable del documental.
Monroe examina las cintas recuperadas y en ellas se ve cómo los cuatro jóvenes y Felipe se disponen a entrar en el Amazonas. Tras seis días caminando por la selva, se detienen cerca del río, donde Jack y Felipe sacan una tortuga marina del agua, la decapitan, destrozan a hachazos su caparazón y la descuartizan. Mientras continúan con su viaje, matan a una araña que se le había puesto en el brazo a Faye. En otro momento de descanso, Felipe es mordido en el pie por una serpiente, a la cual también matan cortándola por la mitad. Intentan cortarle la pierna a Felipe, para que de esta manera el veneno no le afecte, pero no logra sobrevivir a la mordedura. Seguidamente se ve a los cuatro jóvenes, que han construido una barca que es tripulada por Alan y Jack, mientras Faye y Mark graban a una anaconda y un caimán. Encuentran a miembros de la tribu de los Yacumo mientras estaban decapitando a un mono y les asustan con armas de fuego hasta llegar a su poblado. Allí Mark encuentra un cerdo al que dispara con un fusil en la cabeza, asustan a los indígenas de la tribu nuevamente con armas de fuego y los meten en una choza, la cual luego es incendiada. Tras incendiar las tiendas, Alan y Faye mantienen relaciones sexuales en los restos de éstas delante de los Yacumo.
Tras una conversación con la ejecutiva de la cadena televisiva, Monroe decide que su colaboración termina ahí. Seguidamente se ve a los cuatro reporteros cerca del río junto a una anciana medio quemada de la tribu de los Yacumo, que ha sido abandonada. Después se ve a los cuatro jóvenes interrumpiendo a unas mujeres de la tribu de los Yacumo, que intentaban matar a pedradas a una nativa embarazada de su propia tribu por tener sífilis.
Los dueños de la cadena televisiva siguen queriendo sacar el documental al aire, para que la muerte de los jóvenes no haya sido en vano. El antropólogo se niega a la proposición, diciendo que no han visto ni la mitad de las imágenes, que son obscenas, inhumanas e impresentables, y que los técnicos se han negado a montarlas porque les horrorizaban y que, si las vieran, está completamente seguro de que las desecharían. Monroe finalmente muestra a los ejecutivos el resto de las imágenes, que esta vez son mucho más crueles. Los reporteros encuentran a una indígena virgen a la que violan entre Mark, Jack y Alan. Posteriormente la joven nativa es grabada mientras aparece empalada en un tronco, explicando que los nativos la habían matado como parte de un "oscuro ritual sexual". Seguidamente, los jóvenes son atacados por los caníbales de la tribu de los Yanomamo y finalmente asesinados: Jack es atravesado por una lanza, decapitado, desmembrado, cocinado y comido; Faye es violada, asesinada a golpes y decapitada; los dos restantes, Alan y Mark, comienzan a correr. La filmación termina cuando los jóvenes caen y son atacados por los indígenas. Los tres ejecutivos y Monroe dejan la sala de proyección y ordenan quemar las cintas. Finalmente, Monroe sale del edificio y se aleja caminando y pensando "¿Quiénes serán los verdaderos caníbales?"

## Reparto
- Robert Kerman, como Profesor Harold Monroe.
- Francesca Ciardi, como Faye Daniels.
- Perry Pirkanen, como Jack Anders.
- Luca Barbareschi, como Mark Tomaso.
- Salvatore Basile, como Chaco.
- Ricardo Fuentes.
- Carl Gabriel Yorke, como Alan Yates.
- Paolo Paoloni, como Jefe Ejecutivo de Nueva York.
- Lionello Pio Di Savoia, como Ejecutivo.
- Luigina Rocchi.

## Producción

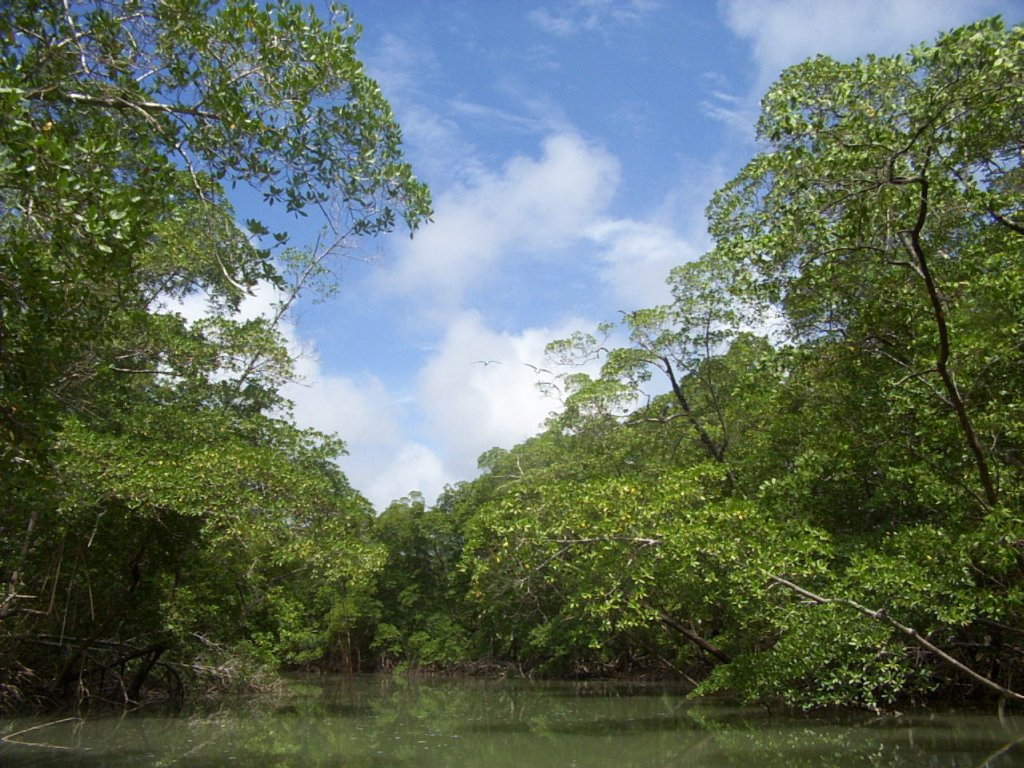
La mayoría de las escenas de la película tienen lugar en la selva amazónica.

La producción de la película comenzó en 1979, cuando Deodato fue contactado por unos productores alemanes para hacer Holocausto caníbal. Deodato aceptó y fue en busca de un productor; eligió a su amigo Francesco Palaggi. Ambos se embarcaron rumbo a Colombia para buscar dónde poder filmar la película. Palaggi tenía varios lugares en mente, específicamente donde había sido filmada la película Queimada, de Gillo Pontecorvo. Deodato, sin embargo, no estaba de acuerdo, ya que no había suficiente selva. Tras recorrer gran parte del país, ambos estaban en el aeropuerto de Bogotá para regresar a Roma. Mientras estaban ahí, Deodato conoció a un colombiano que le sugirió la ciudad de Leticia como escenario para su película. Deodato le propuso el lugar a Palaggi, que estaba molesto ya que su plan original era volver a Roma. Finalmente aceptó y el proyecto se llevó a cabo.
Para acceder a un público masivo y lograr una atmósfera de "credibilidad", Deodato decidió realizar la película en inglés. Sin embargo, en ese tiempo era necesario para una película europea poseer nacionalidad; de esta manera se aseguraba su distribución por otros países del continente. De acuerdo a la ley italiana, para que Holocausto caníbal fuera reconocida como una película de este país, Deodato necesitaba al menos dos actores que hablaran italiano como lengua nativa. En el Instituto Strasberg, de Nueva York, encontró a Luca Barbareschi y Francesca Ciardi, dos actores italianos que además hablaban inglés. También en Strasberg, contrató a Perry Pirkanen y a otro actor que rechazó el papel en el último minuto. Para reemplazarlo contactaron a varios actores, incluyendo a Carl Gabriel Yorke, quien finalmente obtuvo el trabajo. Yorke explicó que todos los trajes e implementos habían sido conseguidos con anterioridad, y fue elegido para el papel debido a que calzaba el mismo número que el actor anterior. Robert Kerman interpretó al profesor Harold Monroe debido a que él y Deodato ya habían trabajado juntos; Kerman había actuado en una película de Deodato titulada The Concorde Affair.
El guion fue escrito por el italiano Gianfranco Clerici, quien había trabajado con Deodato en una película anterior, Ultimo mondo cannibale. Hay varias diferencias entre el guion y la película, incluyendo los nombres de los personajes. Clerici además escribió varias escenas que no fueron incluidas; la más famosa mostraba a un grupo de Yanomami cortando la pierna de un Shamatari y entregándosela a un grupo de pirañas en el río. Sin embargo, debido a problemas con la cámara y las pirañas, la escena no pudo ser finalizada. Fueron tomadas algunas fotografías de esta escena, que sirven como única prueba de esta.
La filmación comenzó el 4 de junio de 1979, pero se retrasó dos semanas esperando la llegada de Yorke. Las escenas donde aparecían los jóvenes fueron filmadas primero; posteriormente, Kerman viajó para grabar sus escenas en la selva y luego en Nueva York. Las escenas interiores fueron filmadas en Roma.
La tensión en el set era alta, debido principalmente al lugar utilizado para filmar y al mismo contenido de la película. Yorke describió el set como "un nivel de crueldad desconocido para mí", mientras que Kerman describe a Deodato como alguien sin remordimientos ni comprensión (él y Deodato se veían involucrados cada día en discusiones sobre la filmación, debido principalmente a los órdenes de Deodato). Uno de los hechos que generó el descontento entre los actores fue la filmación de la muerte de los animales. Por ejemplo, Yorke se negó a matar al cerdo, por lo que Luca Barbareschi tuvo que hacerlo. Varias personas estuvieron en contra de estas muertes (algunos ni siquiera estuvieron presentes cuando se filmaron), incluyendo a Perry Pirkanen, que estuvo bastante afectado por la muerte de la tortuga.
La actriz Francesca Ciardi también se mostró en contra del contenido de la película. Durante la escena de sexo entre ella y Carl Yorke, se negó a seguir las instrucciones de Deodato; esto generó una gran discusión entre ambos. Ciardi además fue el blanco de varias bromas, incluyendo una donde algunos miembros del equipo dejaron un cráneo humano en la selva para que lo encontrara.

## Recepción
Holocausto caníbal fue estrenada el 7 de febrero de 1980, en la ciudad italiana de Milán. Aunque el consejo de censura se mostró indignado ante la película, la reacción inicial de la audiencia fue positiva. Tras ver la película, el director Sergio Leone escribió una carta a Deodato, donde agregó, "Querido Ruggero, ¡qué película! La segunda parte es una obra maestra de realismo cinematográfico, pero todo parece tan real que creo que te meterás en varios problemas" (lo cual resultó ser cierto). Durante el tiempo que se mantuvo en cartelera, la película recaudó aproximadamente dos millones de dólares.

### Respuesta de la crítica
Las críticas en relación con Holocausto caníbal se mantienen divididas. Los que apoyan la película piensan que es un comentario serio sobre la sociedad del mundo moderno. Mike Bracken la llamó una de las mejores películas de terror jamás filmadas y además agregó que "los espectadores que estén en busca de películas poderosas, viscerales e inquietantes tienen un nuevo título que agregar a su lista". Sean Axmaker elogió la estructura y montaje de la película, añadiendo que "es una película extraña con una narración compleja, que Deodato hace más efectiva con este realismo de documental, mientras que la particular música de Riz Ortolani le entrega un ambiente único". Jason Buchanan, de All Movie Guide, dijo, "...mientras es difícil defender al director por las repugnantes imágenes que eligió para demostrar este mensaje, existe un motivo subyacente en la película, el cual puede ser visto si se dejan de lado algunos aspectos".
Sin embargo, los detractores se centran en las muertes de los animales, las actuaciones y la hipocresía que muestra la película. Nick Schager criticó la brutalidad del filme, alegando que "como se puede ver en las impactantes escenas — al igual que la imagen racista que se tiene de los indígenas — los únicos salvajes relacionados con Holocausto caníbal son los que están detrás de cámara". El argumento de Schager relacionado con el racismo se basa en que las verdaderas tribus venezolana y brasileña respectivamente cuyos nombres fueron utilizados en la película — los Yanomami y Shamatari — no son enemigos, ni practican el canibalismo (aunque los Yanomami participan en una especie de ritual caníbal post mortem).
Robert Firsching, de All Movie Guide, realizó una crítica similar al contenido de la película, agregando que "...los intentos de darle un mensaje social la convirtieron en un desastre moral. El hecho de que el portavoz de esta estrategia sea el actor porno Richard Bolla nos da un indicio de hacia dónde está dirigida su compasión". Eric Henderson, de Slant Magazine, dijo que era "...lo suficientemente astuta como para generar una crítica seria, pero lo bastante asquerosa como para considerarte un pervertido por la molestia".
Holocausto caníbal presenta un 65% de "votos frescos" en Rotten Tomatoes, y una calificación promedio de 5. Además estuvo en el octavo puesto del top 10 de películas tipo Grind House en IGN. En 2005, la revista británica Total Film la ubicó en el puesto número 10 de las mejores películas de terror de la historia. Cinco años más tarde, la revista Wired la incluyó entre las 25 mejores películas de terror de todos los tiempos.

## Controversia
Desde su estreno original, Holocausto caníbal ha sido el blanco de defensores de los animales y la moral. Además de las escenas gore, la película contiene escenas de violencia sexual y crueldad hacia los animales, lo cual puso a Holocausto caníbal en el medio de la controversia. Aun en 2006, la revista Entertainment Weekly ubicó a Holocausto caníbal en el puesto número 20 de las películas más controvertidas de la historia. Se dice también que la película fue prohibida en 50 países, sin embargo este hecho no ha sido verificado.

### Controversia italiana
La controversia original que rodeó el estreno de la película, se originó debido a la creencia que Holocausto caníbal era una película snuff, o que los actores fueron realmente asesinados durante la realización de esta. La película fue confiscada diez días después de su estreno en Milán y Deodato fue arrestado. El tribunal no solo creyó que los actores fueron asesinados, sino que la escena en que una mujer es empalada fue hecha en la vida real. Para empeorar las cosas, los actores habían firmado un contrato con Deodato y los productores, en el cual se estipulaba que ninguno de ellos aparecería en algún tipo de medio, ya sea en películas, comerciales, etc., durante un año tras el estreno de Holocausto caníbal. De esta manera se creería que realmente la película estaba basada en grabaciones de asesinatos reales. Como resultado, cuando Deodato desmintió la acusación de asesinato, surgieron preguntas sobre la no aparición de los actores en otro tipo de medios.
Finalmente, Deodato tuvo la oportunidad de demostrar que las muertes no fueron reales. Se contactó con Luca Barbareschi y le pidió que reuniera a los tres actores. Tras mostrar los contratos, Deodato llevó a los cuatro a un programa de televisión italiano, lo que agradó al tribunal. Sin embargo, aún debía demostrar que la escena de la mujer empalada era falsa. En el tribunal, explicó el método utilizado: se unió un poste a un asiento de bicicleta, al que la actriz fue sentada. Luego, tomaron un trozo de madera de balsa para ponerla en su boca, de esta manera se creaba la ilusión del empalamiento. Sin embargo, cuando fue representado, nadie pudo quedarse tan inmóvil como se mostraba en la pantalla. Debido a que era una joven de Colombia, fue imposible localizarla. Aunque continuaron las sospechas, fueron descartados los cargos de homicidio en contra de Deodato.
Aun cuando Deodato fue liberado de los cargos, el tribunal quería prohibir la película debido a sus escenas violentas. La decisión fue tomada debido a la filmación de las muertes de los animales, citando una ley que fue creada originalmente para proteger a los conejillos de indias. Debido a esto, Deodato, los productores, guionista y representantes de United Artists recibieron libertad condicional durante cuatro meses por violencia y obscenidad. Deodato debió luchar en tribunales durante tres años para que su película no fuera prohibida. Finalmente, en 1984, Deodato logró que Holocausto caníbal fuese distribuida tras algunos cortes (luego sería reestrenada sin estos).

### Censura internacional
A pesar de su éxito en Italia, la censura afectó gravemente a Holocausto caníbal en el resto de los países. En 1981, Holocausto caníbal fue estrenada en formato de video en el Reino Unido, para evitar la prohibición por parte del British Board of Film Classification (BBFC). Dos años después, en 1983, fue compilada la lista de videos desagradables, que prohibía las películas en formato de video que no fueron previamente evaluadas por el BBFC; Holocausto caníbal formaba parte de ella. En 1984 fue también prohibida en Australia, Noruega, Finlandia, Nueva Zelanda, entre otros países, aunque desde entonces muchos han sacado la prohibición. En 2001, el BBFC permitió la venta de Holocausto caníbal, cortando varias escenas de la película, relacionadas principalmente con el maltrato animal y la violencia sexual; con esto se terminaba la prohibición que duró 18 años (sin embargo, la versión sin cortes de Holocausto caníbal está aún prohibida en el Reino Unido). En 2005 Australia también permitió la venta de Holocausto caníbal, la versión sin cortes fue clasificada para mayores de 18 años. En 2006, la versión en DVD fue prohibida por el Ministerio de clasificación de películas y literatura en Nueva Zelanda. Se ofrecieron algunos cortes para lograr otra clasificación, pero fueron desechados y la película finalmente prohibida.

### Muertes de animales
La película es controvertida además porque para rodarla se mató cruelmente a varios animales. En la producción de la película se mató a siete animales y seis de las muertes fueron mostradas:
- Una rata almizclera es rajada por el vientre.
- Una tortuga de 1,5 m es sacada del agua, decapitada y despojada de su caparazón y órganos por los actores Perry Pirkanen y Ricardo Fuentes y luego cocinada.
- Una araña es matada con un machete.
- Una serpiente es cortada por la mitad.
- Un mono es decapitado.
- Un cerdo es sacrificado con un fusil.

Algunos acusan esta crueldad en contra de los animales como sensacionalismo, controversia y ha sido considerado tortura animal. Deodato también criticó este comportamiento, agregando que "fue una estupidez utilizar animales".

## Interpretaciones
Holocausto caníbal es vista por algunos como una crítica a varios aspectos de la civilización moderna, compartiendo elementos satíricos de otras películas dirigidas por Deodato, como Ultimo mondo cannibale e Inferno in diretta. A pesar de estas interpretaciones, Deodato ha afirmado en varias entrevistas que su intención solo era hacer una película sobre caníbales. Además, el actor Luca Barbareschi cree que Deodato solo quiso "llamar la atención". Sin embargo, Robert Kerman contradice estas frases, agregando que Deodato le había hablado sobre el trasfondo que envolvía la filmación.

### Sociedad moderna y sensacionalismo
Gran parte de las interpretaciones sobre Holocausto caníbal sostienen que la película critica a la sociedad moderna, comparando a la cultura occidental "civilizada" con la de los caníbales. David Carter de Savage Cinema dijo que Holocausto caníbal no solo se centra en el tabú del canibalismo. El principal tema que toca la película es el de la diferencia entre lo civilizado e incivilizado. Aunque la violencia gráfica puede resultar perturbadora para algunos estómagos, el aspecto más importante es lo que Deodato nos dice sobre la sociedad moderna. La película nos formula las siguientes preguntas: '¿qué significa ser 'civilizado'?' y '¿es algo bueno?'". Sam Sheldon y Nick Nordlinger de The Paly Voice agregan, "...la película describe a la sociedad 'civilizada' comparándola con la brutalidad y salvajismo de las culturas tribales". Todo esto se resume en el comentario final de Harold Monroe: "me pregunto quiénes serán los verdaderos caníbales".
Ruggero Deodato tuvo la idea de crear la película tras ver la manera en que la prensa reportó la muerte de Aldo Moro a manos de las Brigadas Rojas. El director se dio cuenta de cómo los periodistas se centraban en los actos violentos, dejando de lado su ética profesional. David Carter se da cuenta de esto diciendo: "[la falta de ética periodística] se ve reflejada en la interacción que ocurre entre el profesor Monroe y la agencia de noticias que envió al grupo de jóvenes. Estos presionan a Monroe para que edite las grabaciones, ya que la sangre significaba audiencia". Lloyd Kaufman de Troma Entertainment cree que esta actitud puede ser vista hoy en día en programas que se basan en la telerrealidad.

## Influencia
Deodato fue influenciado por los trabajos de Gualtiero Jacopetti y Franco Prosperi, quienes se dedican a filmar documentales. Prosperi y Jacopetti produjeron varias películas mondo, las cuales son documentales similares a Holocausto caníbal. Estos documentales se basan en contenidos sensacionalistas y gráficos del mundo. Deodato utilizó algunos de estos recursos, como la violencia gráfica. Aunque de una manera ficticia, Deodato quería mostrar la violencia que existe en el mundo, como se hace en Mondo cane de Jacopetti y Prosperi.
Algunas escenas de Holocausto caníbal parecen ser similares a las de Savana violenta, película mondo dirigida por Antonio Climati; específicamente la escena donde Monroe se baña en el río y la que muestra un rito de aborto forzado. Además, el estilo de documental que aparece en Holocausto caníbal fue utilizado antes en la primera película mondo de Climati, Ultime grida dalla savana, en la escena donde un turista es atacado por leones. Otra escena, donde un nativo es capturado, violado y torturado por mercenarios en Sudamérica, utiliza un estilo similar de filmación, por lo que es posible su influencia en Deodato. Mark Goodall, autor de Sweet & Savage: The World Through the Documentary Film Lens, además de David Slater y David Kerekes, autores de Killing for Culture: An Illustrated History of Death Film from Mondo to Snuff, creen que Deodato intentó criticar los trabajos de Climati con esta película.
La estructura de la película significó una innovación para entonces, ya que trata básicamente de las grabaciones realizadas con anterioridad por un grupo de personas que desaparece misteriosamente. Otras películas realizadas después, como The Last Broadcast y The Blair Witch Project, recurren a la misma estructura. Además, de la misma manera que Holocausto caníbal, la publicidad de The Blair Witch Project aseguraba que las grabaciones eran reales. El mismo Deodato ha reconocido las similitudes entre ambas películas, y aunque no guarda rencor hacia los productores, se sintió frustrado con la publicidad que recibió The Blair Witch Project al ser catalogado como un trabajo original. Los productores de The Last Broadcast han negado que Holocausto caníbal fuese una influencia importante para ellos.
Holocausto caníbal posee algunas similitudes con otras películas sobre caníbales realizadas durante el mismo periodo, destacando Cannibal Ferox. Aunque Umberto Lenzi, director de Cannibal Ferox, no ha reconocido tal influencia, el actor Giovanni Lombardo Radice dijo que la película fue realizada basándose en el éxito de Holocausto caníbal. Holocausto caníbal además generó numerosas secuelas no oficiales, algunas de las cuales poseían escenas copiadas de la original.

## Banda sonora
La banda sonora de la película fue compuesta por el italiano Riz Ortolani, quien fue contratado por el director Ruggero Deodato. La música tiene una gran variedad de estilos, desde una calmada melodía en el "tema principal", una triste en "Crucified Woman" y otra más rápida en las canciones "Cameraman's Recreation", "Relaxing in the Savannah" y "Drinking Coco". Los instrumentos también son variados, desde orquestas hasta sintetizadores. El disco fue lanzado en Alemania en 1995, bajo la discográfica Lucertola Media. Tuvo un número limitado de 1000 copias, por lo que es un producto difícil de encontrar. El disco fue relanzado en agosto de 2005, esta vez en Estados Unidos, bajo la discográfica Coffin Records.

### Lista de canciones
1. "Cannibal Holocaust" (tema principal)
2. "Adulteress' Punishment"
3. "Cameraman's Recreation"
4. "Massacre of the Troupe"
5. "Love with Fun"
6. "Crucified Woman"
7. "Relaxing in the Savannah"
8. "Savage Rite" (versión más rápida de "Massacre of the Troupe")
9. "Drinking Coco"
10. "Cannibal Holocaust" (créditos finales)

## Versiones y secuelas
Debido a la controversia que la acompaña, la película posee varias versiones en circulación, algunas de las cuales ni siquiera están editadas. Existe una secuencia de escasos segundos de duración —correspondiente al segmento "Last Road to Hell" de la película— que no está incluida en algunas de las versiones. Se estima que solo hay cinco versiones sin cortes de Holocausto caníbal, las cuales poseen la secuencia ya mencionada. Estas versiones son:
- Edición para coleccionistas del 25.º aniversario (edición limitada de 11 111 copias, distribuida en Estados Unidos por Grindhouse Releasing).
- Edición Grindhouse Releasing de lujo (distribuida en Estados Unidos por Grindhouse Releasing)
- Edición para coleccionistas de lujo (distribuida en Australia por Siren Visual Entertainment)
- Edición para coleccionistas Ultrabit (edición limitada de 4000 copias, distribuida en Alemania por EC Entertainment)
- Edición especial escandinava

La versión australiana es igual a la distribuida en Estados Unidos, lo único que cambia es el título de ambas. Ambas versiones poseen la secuencia "Last Road to Hell" intacta a modo de extra. La edición Ultrabit y escandinava son las únicas que poseen la secuencia incluida íntegramente en la película. La edición del 25.º aniversario fue distribuida en el Reino Unido por VIPCO (Video Instant Picture Company), pero sufrió algunos cortes para cumplir con los requerimientos del BBFC; esta versión está en formato PAL y tiene una duración de 86 minutos.
Aunque no se ha estrenado una secuela oficial, varias películas han adoptado el alias Holocausto caníbal II para que de esta manera sean asociadas con la versión original. Estas películas fueron estrenadas bajo diferentes nombres, los cuales han ido cambiando con el pasar del tiempo; ninguna fue dirigida o está relacionada con Deodato. La primera de ellas fue dirigida por Mario Gariazzo y apareció en 1985 bajo el nombre Schiave Bianche: Violenza en Amazzonia. Posteriormente fue lanzado un DVD de esta película en Europa, titulado Holocausto caníbal 2. En 1988, el director de películas mondo Antonio Climati hizo su película Natura contro, que fue luego estrenada como Holocausto caníbal II en Tailandia y el Reino Unido. El director italiano Bruno Mattei hizo dos películas en 2003, las cuales fueron lanzadas como secuelas en Japón.
En 2005, Ruggero Deodato anunció que tenía planes de realizar una secuela para Holocausto caníbal. A pesar de haber escrito dos guiones, la filmación aún no ha comenzado. Deodato se mostró indeciso ante la idea de dirigir esta nueva película, debido a la posible reacción de la audiencia ante un producto tan violento. Sin embargo, mientras se encontraba filmando su cameo para Hostel 2, Deodato tuvo la oportunidad de ver la primera película. Tras examinar la violencia de Hostel y el éxito que obtuvo en Estados Unidos, decidió finalmente dirigir su película.